# アイヴィー
アイヴィー（Ivy）は、ニューヨークを拠点とする3人組のポップバンド。

## メンバー
- ドミニク・デュラン - ボーカル（紅一点のフランス人）
- アンディ・チェイス - ギター（タヒチ80のプロデューサー）
- ブルース・ドリスコル

- アダム・シュレシンジャー - ベース(October 31, 1967 – April 1, 2020)（ファウンテインズ・オブ・ウェイン）

## ディスコグラフィ

### スタジオ・アルバム
- Realistic (1995年)
- 『アパートメント・ライフ』 - Apartment Life (1997年)
- 『ロング・ディスタンス』 - Long Distance (2000年)
- 『ゲストルーム』 - Guestroom (2002年)
- 『イン・ザ・クリア』 - In the Clear (2005年)
- All Hours (2011年)